# گنبدان قطب‌شاهی
آرامگاهای قطب‌شاهی یا گنبدان قطب‌شاهی (انگلیسی: Qutb Shahi tombs) در ابراهیم باغ (محوطه باغ)، نزدیک به قلعه معروف گلکنده در حیدرآباد هند واقع شده‌است که شامل مقبره‌ها و مساجد ساخته شده توسط پادشاهان مختلف سلسله قطب‌شاهی می‌شود. تالارهای مقبره‌های کوچکتر یک طبقه هستند در حالی که بزرگترها دو طبقه‌اند. در مرکز هر مقبره یک سارکوفاگوس یا تابوت‌دان قرار دارد که طاق مدفن واقعی را در یک سردابه پوشش داده. گنبدها در ابتدا با کاشی‌های آبی و سبز پوشانده شده بودند، که اکنون فقط چند قطعه از آن باقی مانده‌است.

## تاریخچه
در دوره قطب‌شاهی، این مقبره‌ها عزت بسیار داشتند. اما پس از سلطنت آنها، مقبره‌ها مورد غفلت قرار گرفتند تا اینکه سر سالار جنگ سوم دستور بازسازی آنها را در اوایل قرن ۱۹ صادر کرد. یک باغچه و یک دیوار مرکب ساخته شد و بار دیگر، باغ آرامگاه خانواده قطب‌شاهی به محلی از زیبایی‌های آرام تبدیل شد. همه سلاطین قطب‌شاهی به جز آخرین آن‌ها در اینجا به خاک سپرده شده‌اند.

## نگارخانه

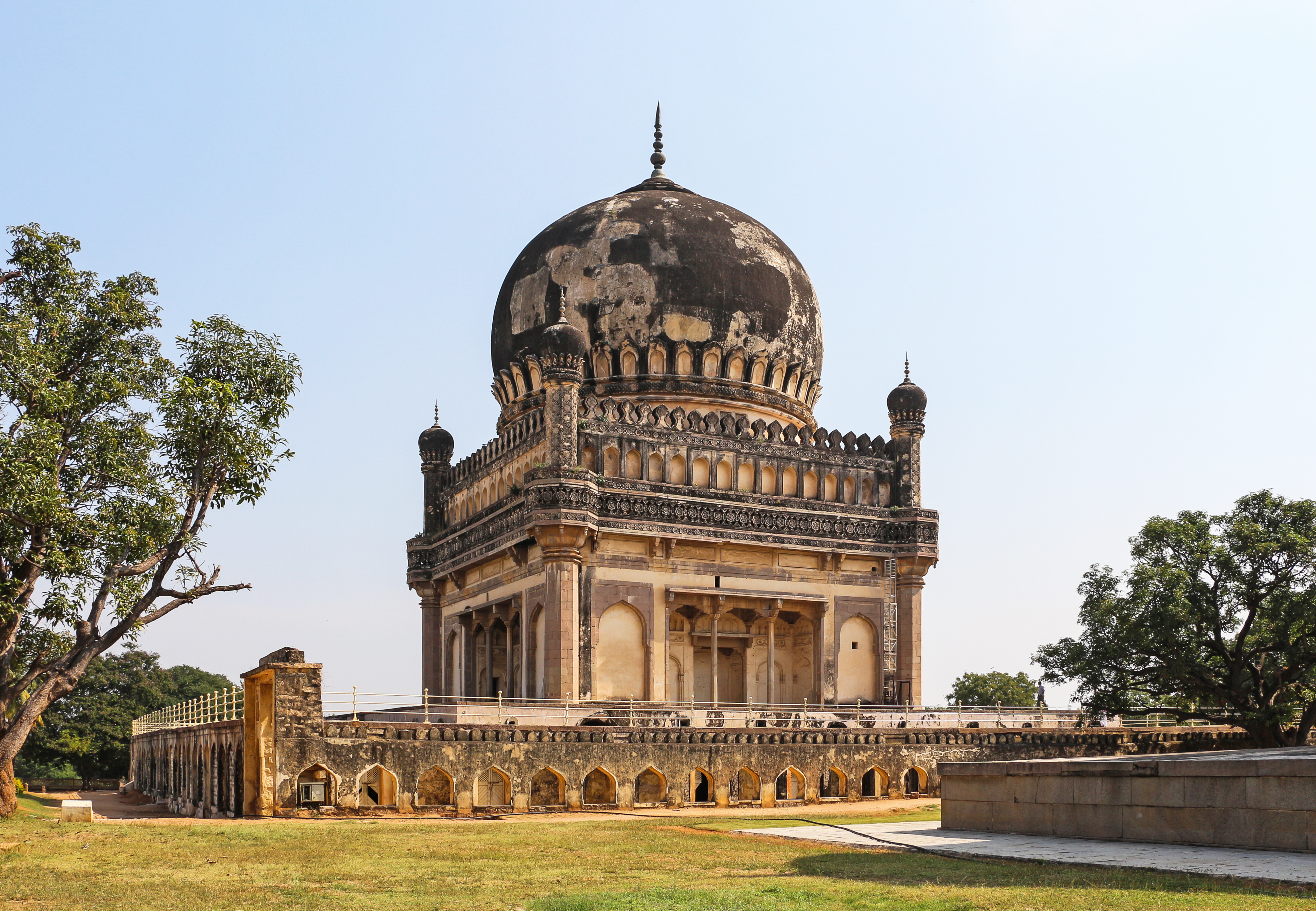
مقبره محمد قلی قطب‌شاه
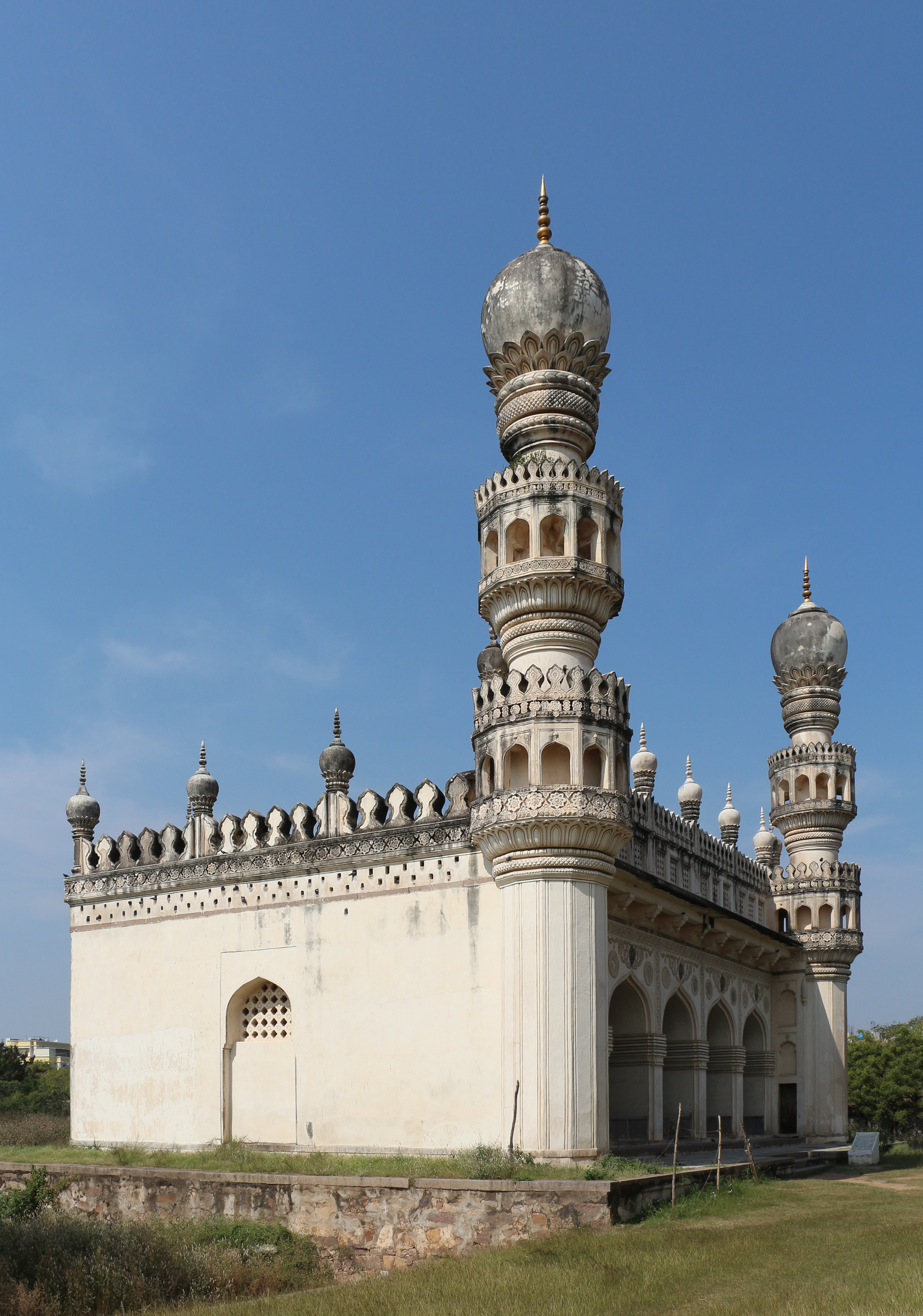
مسجد بزرگ در مجتمع آرامگاه‌های قطب‌شاهی
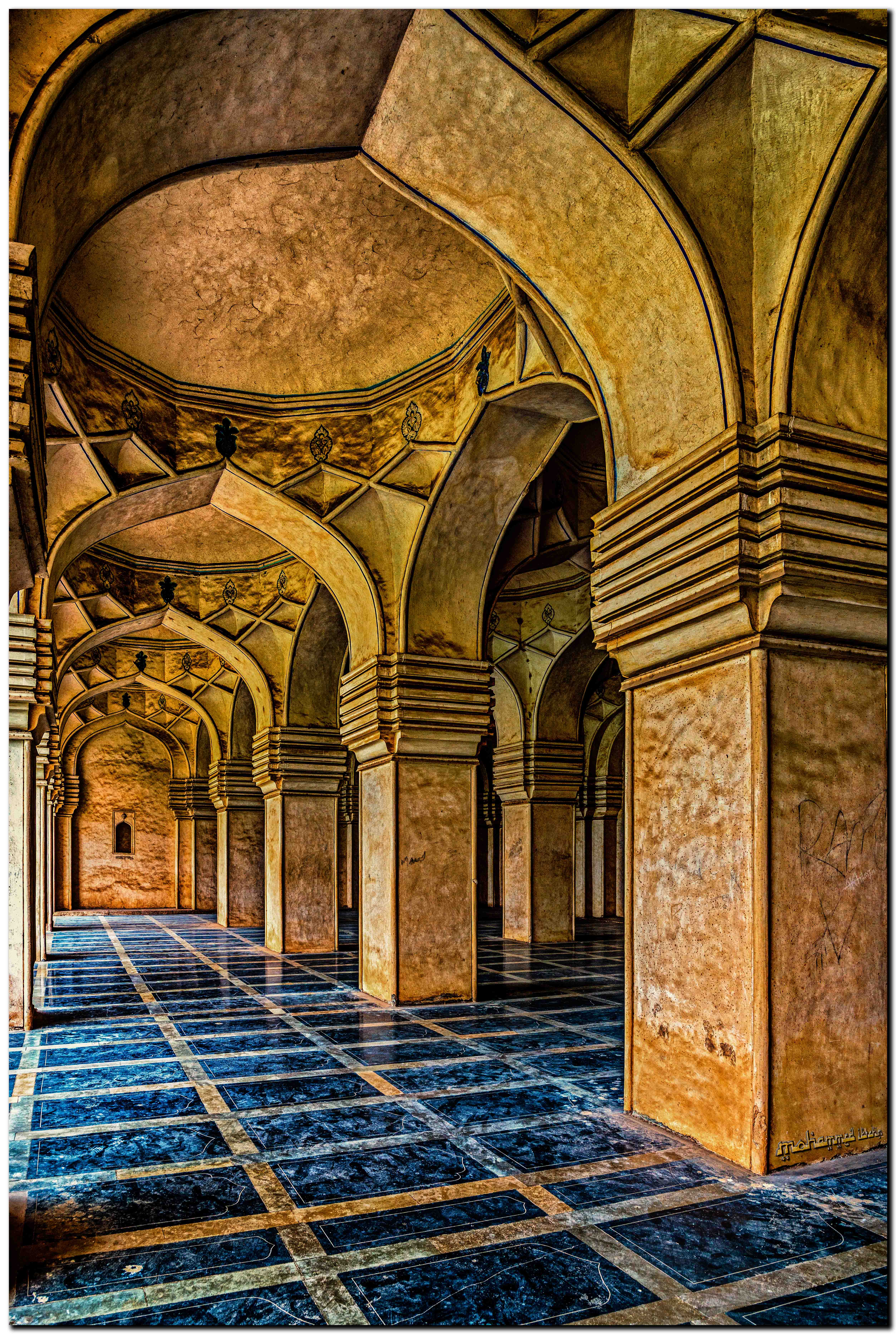
فضای داخلی مسجد قطب‌شاهی
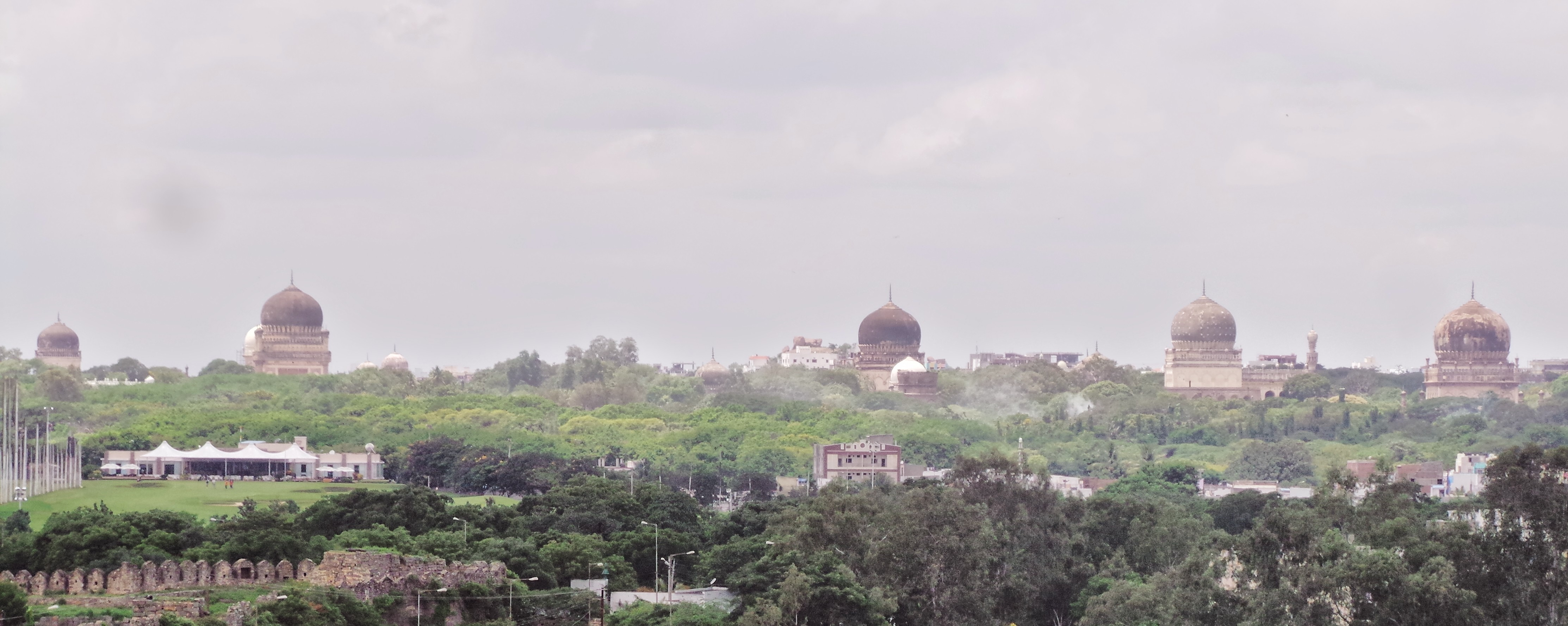
نمای دور همه آرامگاه‌های قطب‌شاهی، حیدرآباد
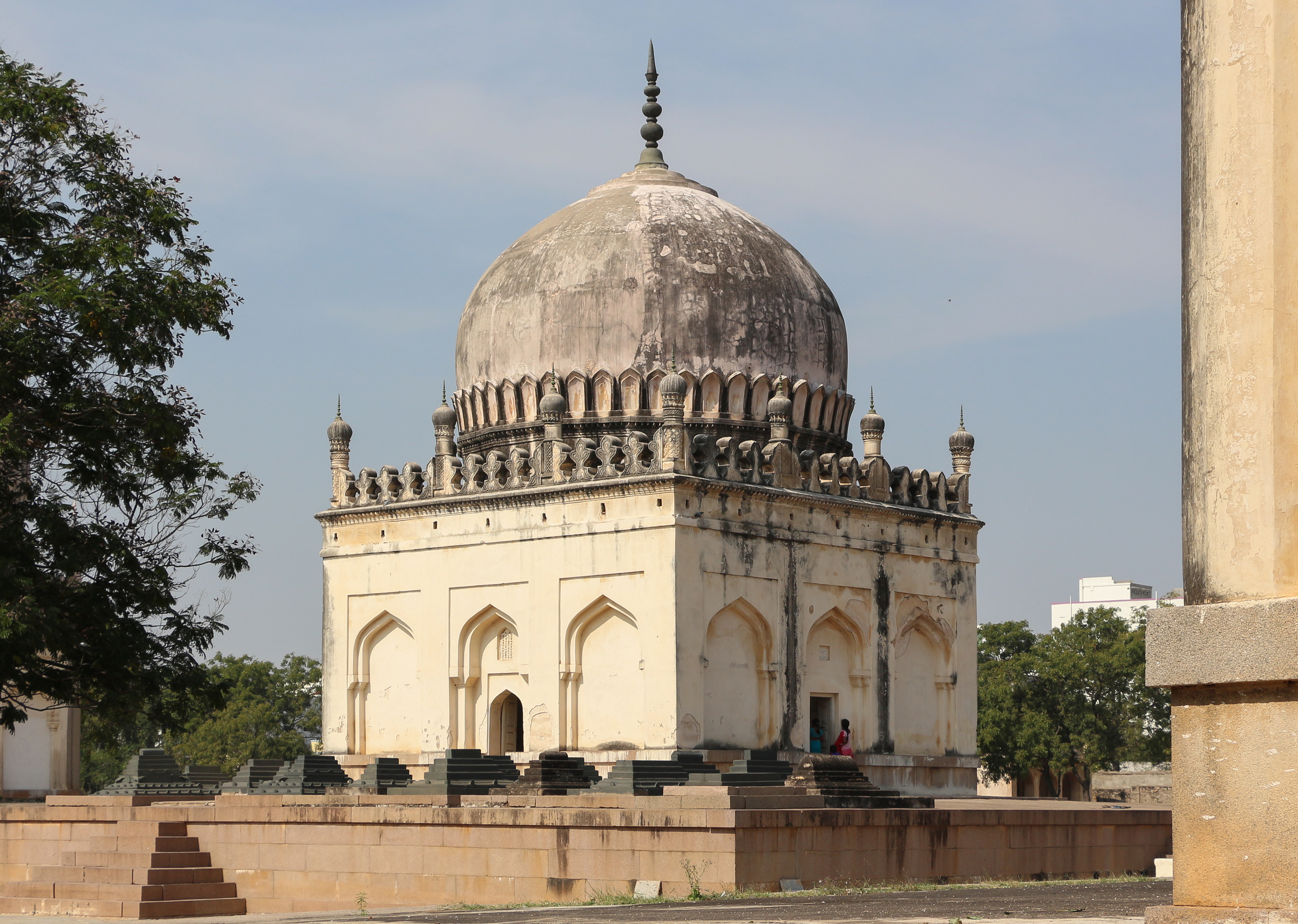
آرامگاه سلطان قلی قطب‌شاه
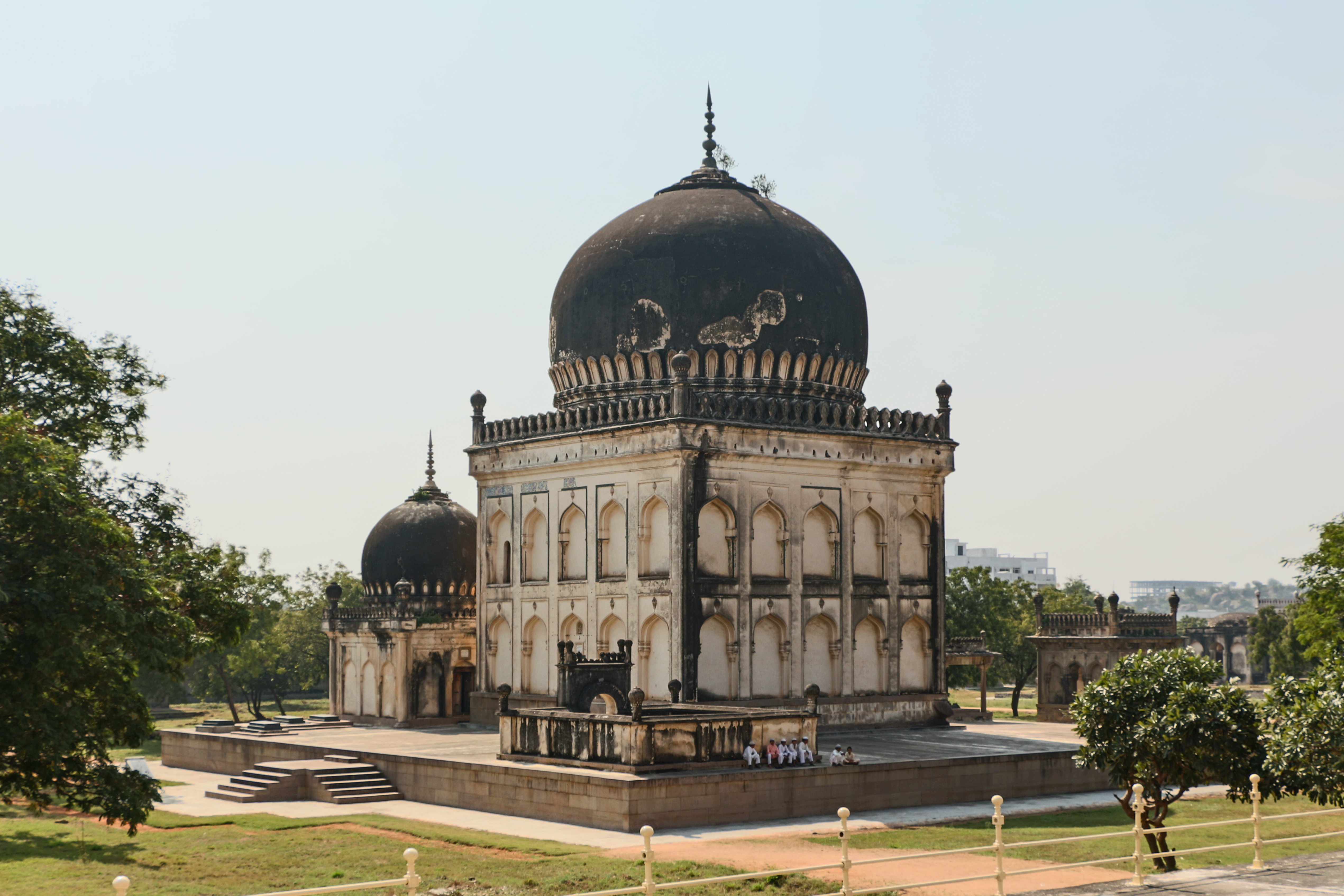
آرامگاه ابراهیم قلی قطب‌شاه
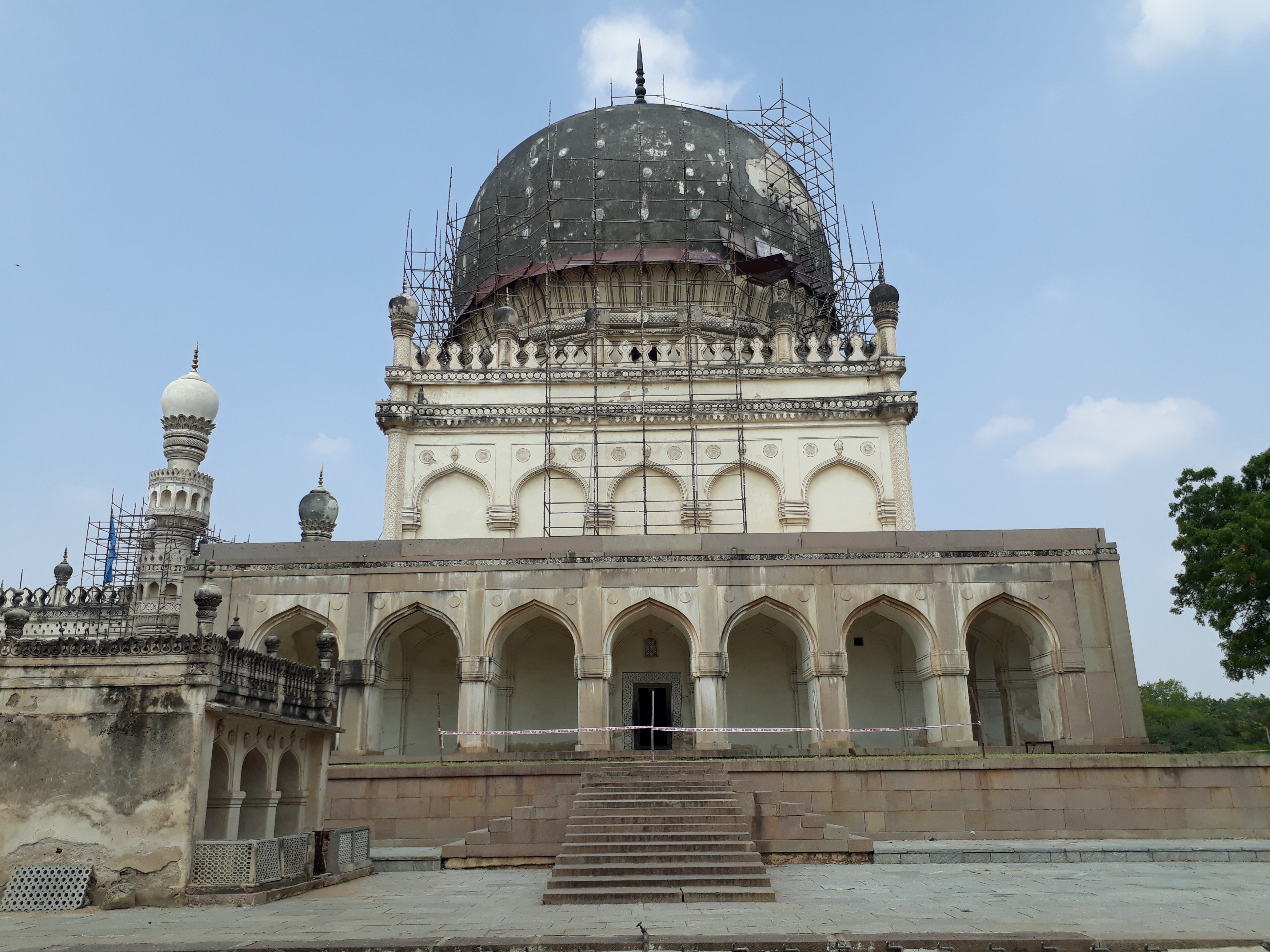
مقبره حیات بخشی بیگم
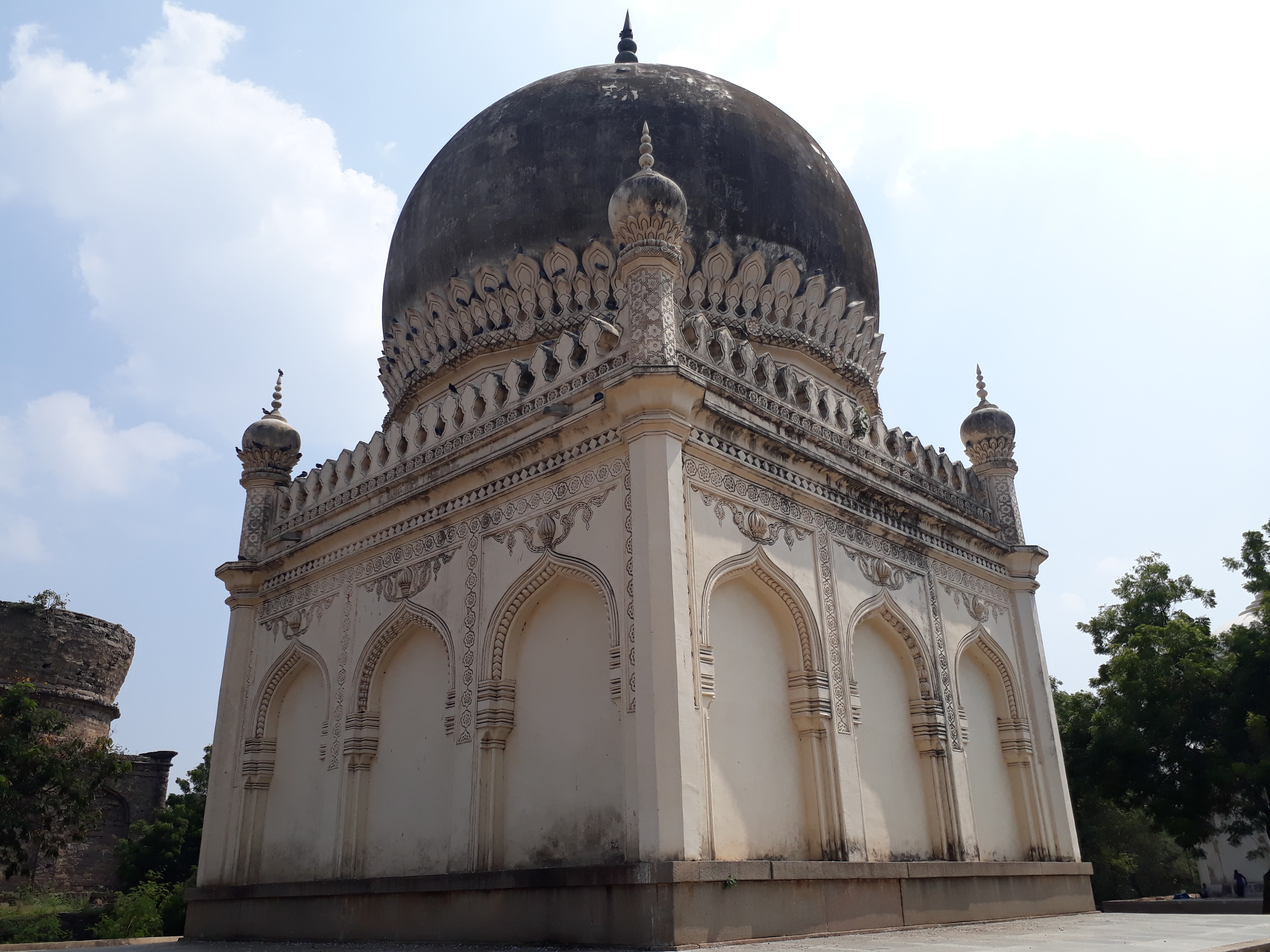
مقبره فاطمه سلطان
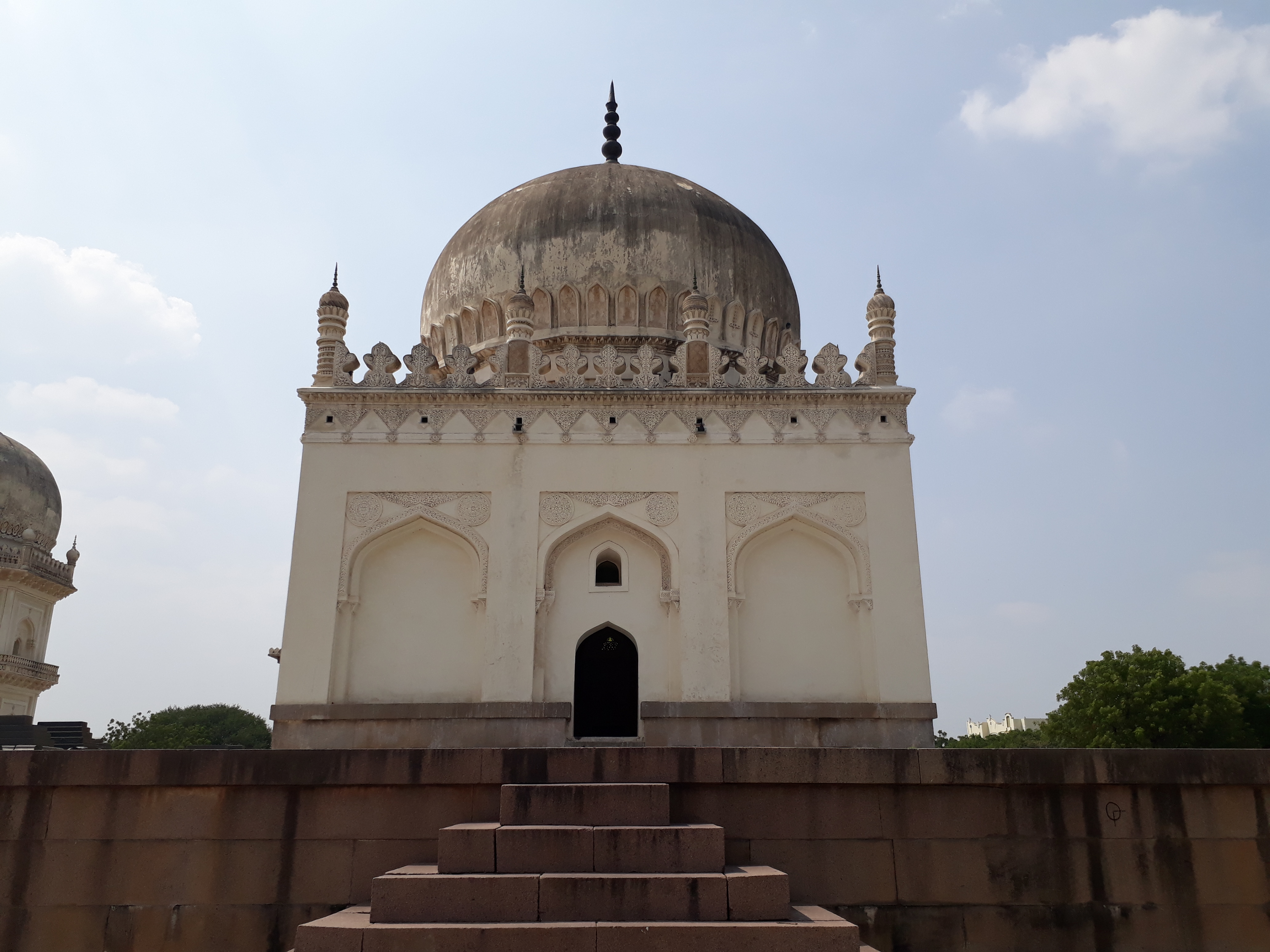
مقبره کلثوم بیگم
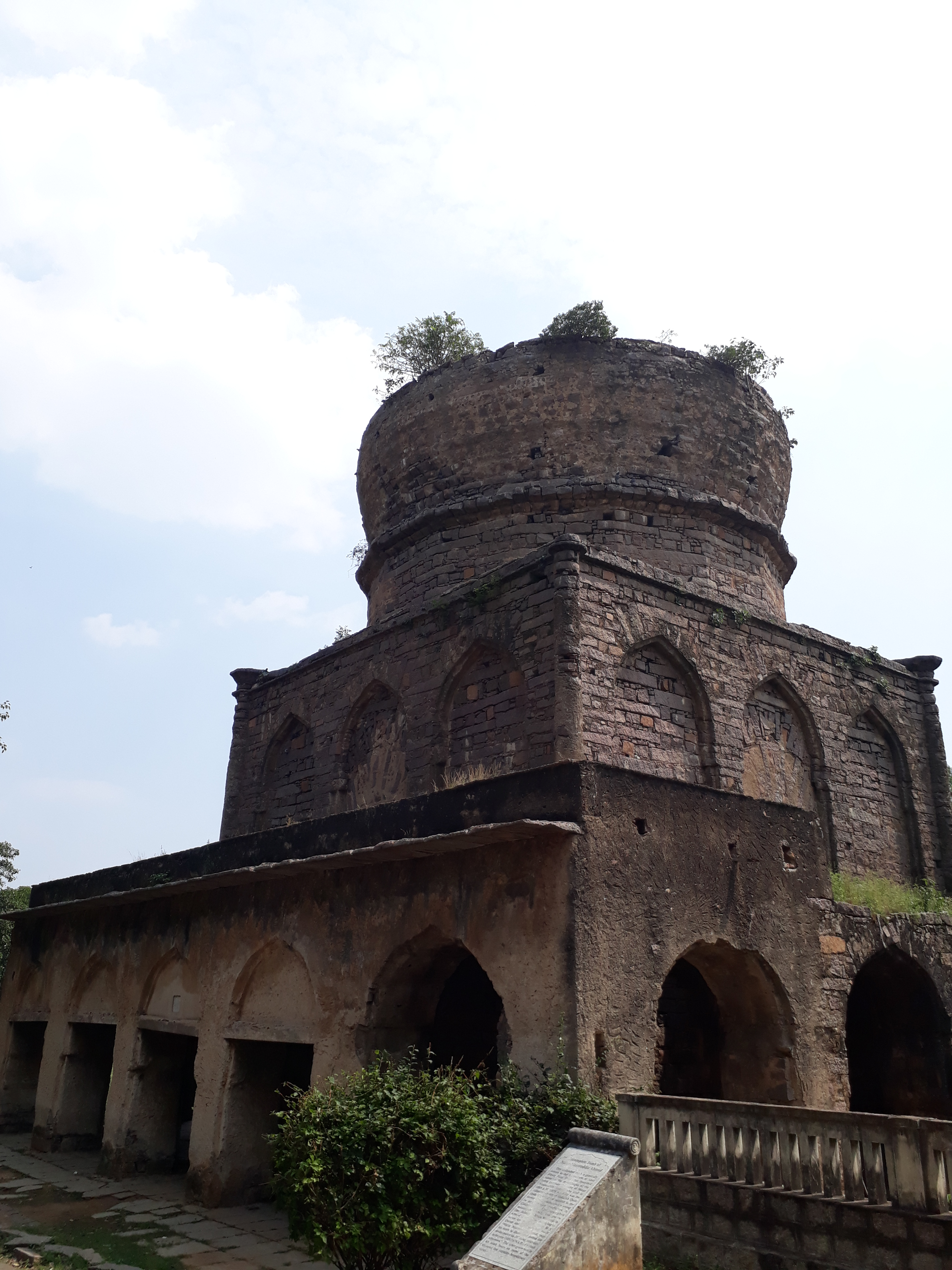
آرامگاه ناتمام نظام الدین احمد
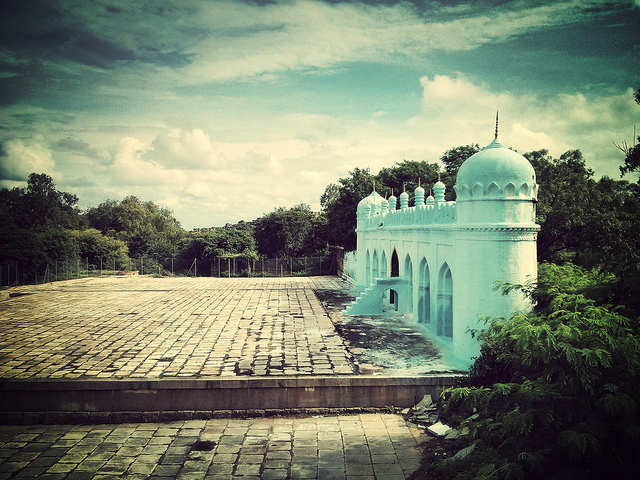
دیوار قبله قطب‌شاهی
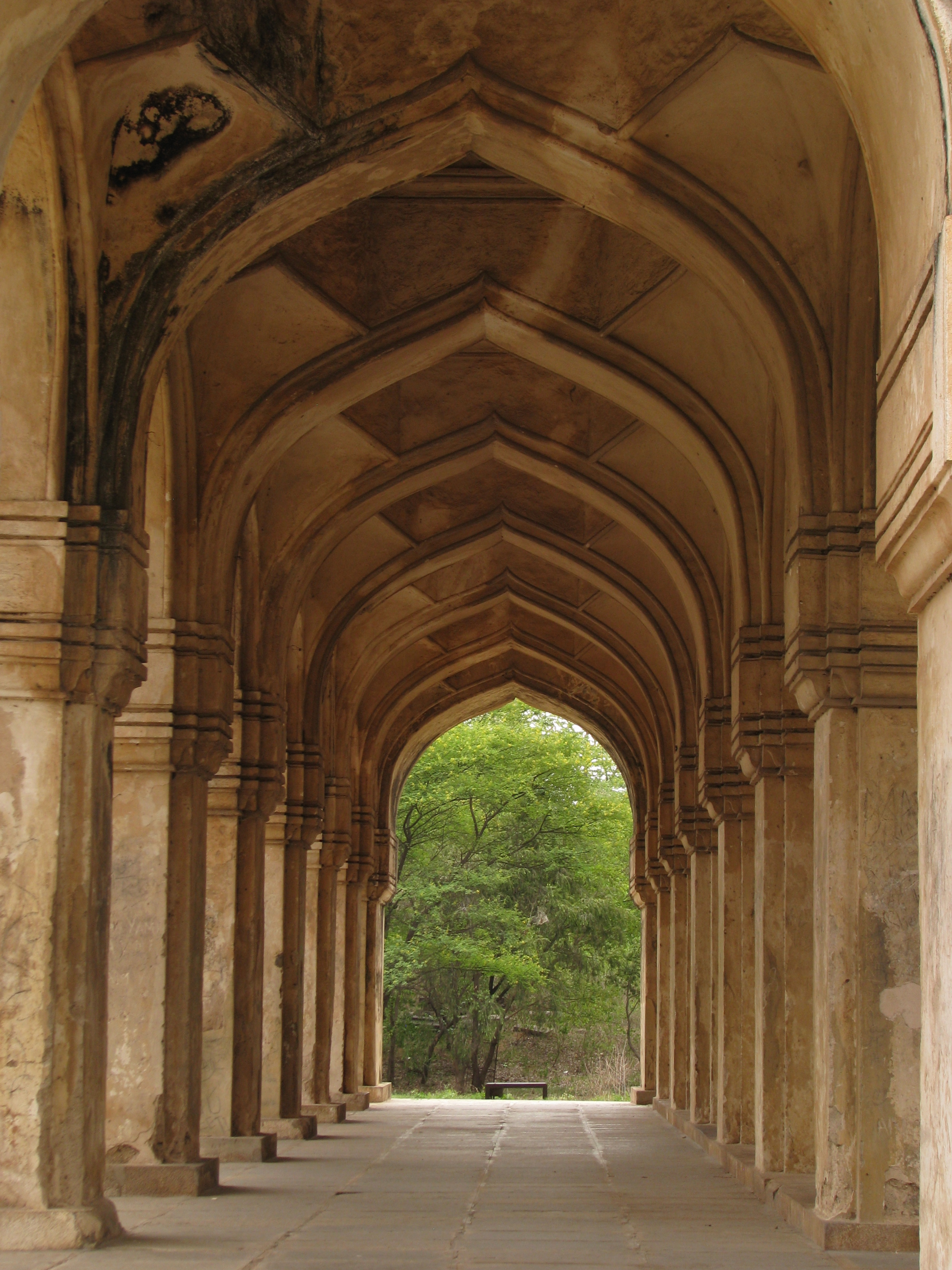
طاق‌ها در آرامگاه‌های قطب‌شاهی.
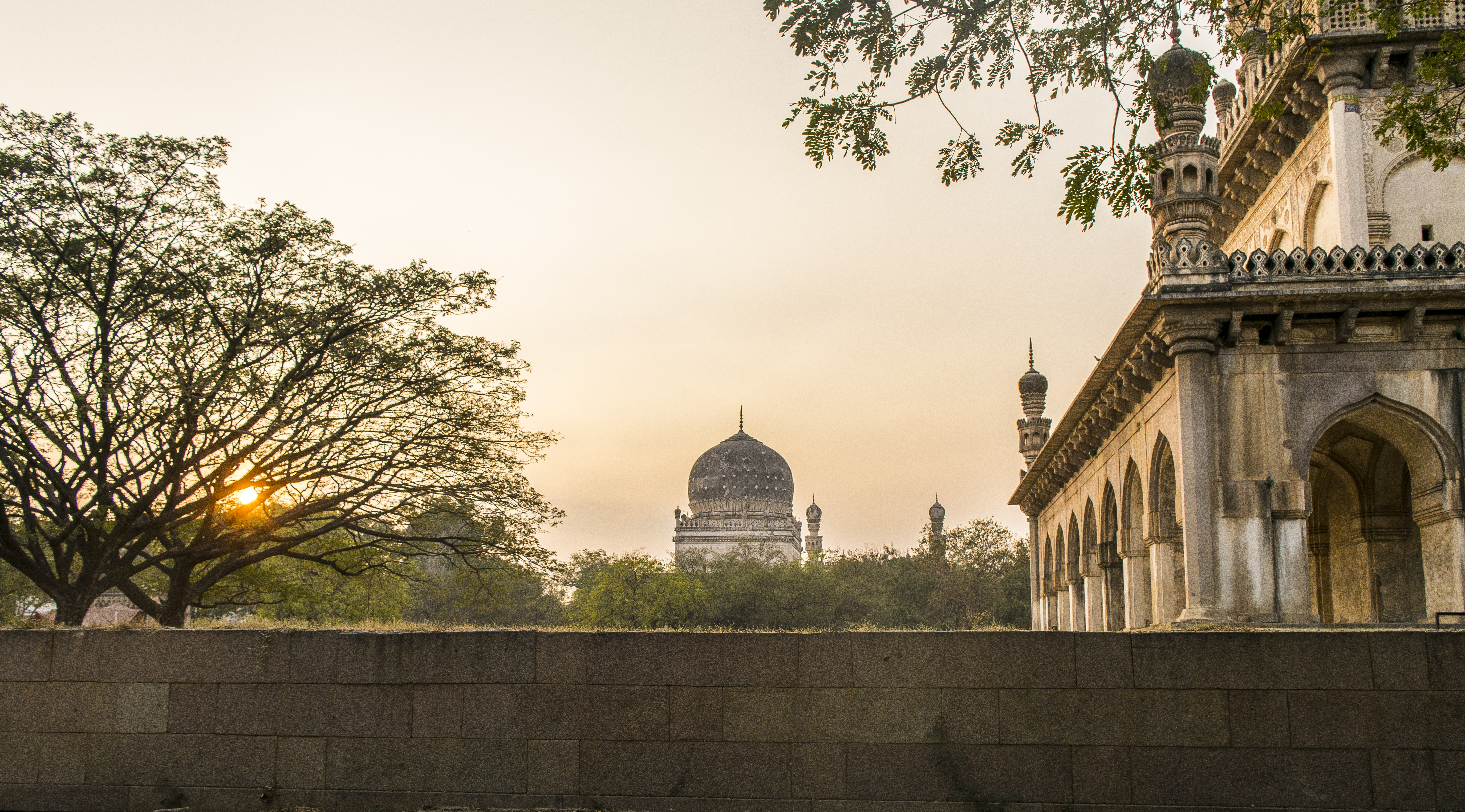
غروب خورشید در آرامگاه‌های قطب‌شاهی
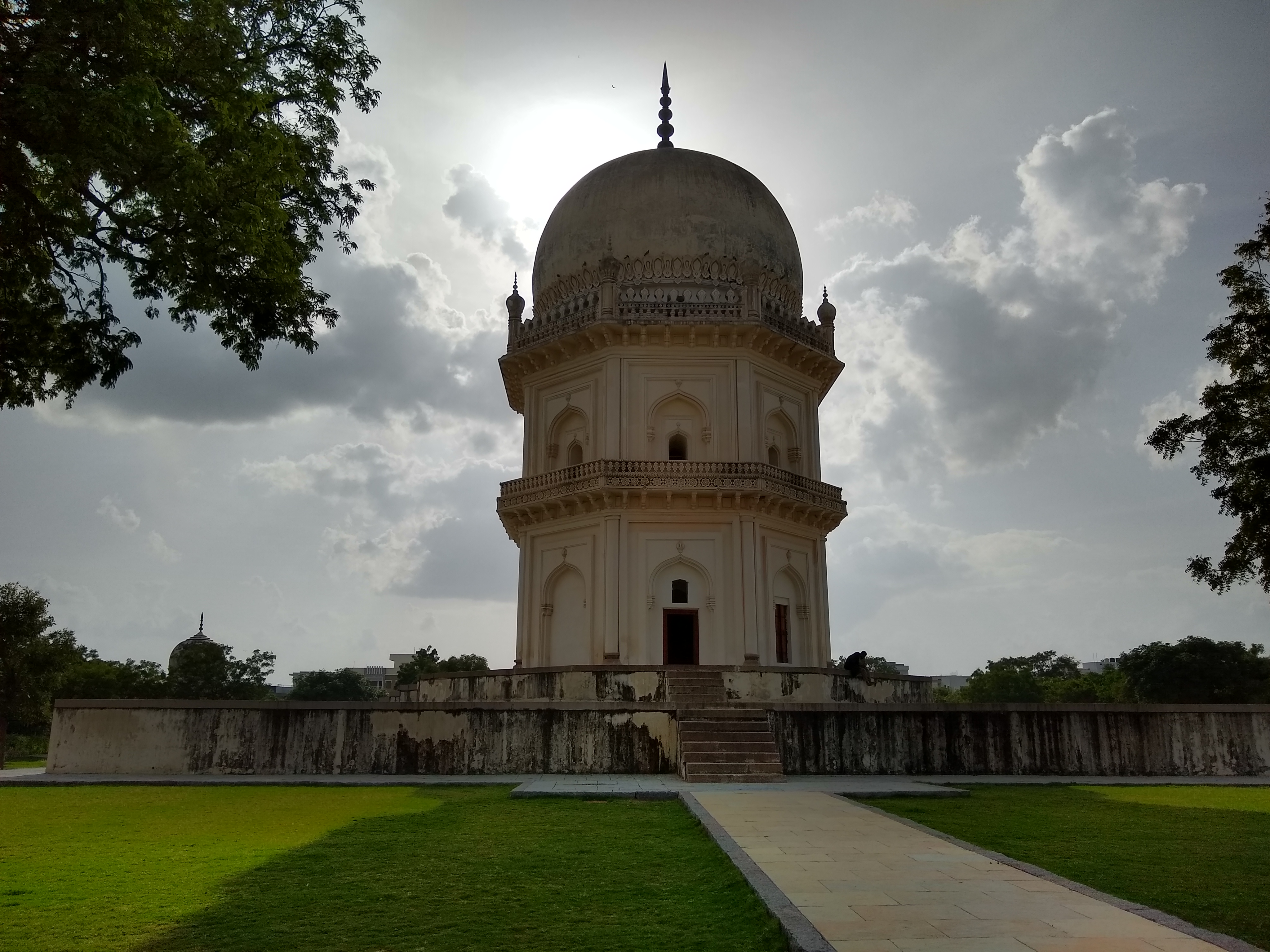
آرامگاه جمشید قلی قطب‌شاه